# 椎名友希
椎名 友希（しいな ゆうき、女性、1984年〈昭和59年〉12月16日 - ）は、日本の歌手、シンガーソングライター、ラジオパーソナリティ。おもに競馬アイドルとして活動。出身地は千葉県。血液型はAB型。

## 楽曲
- 北斗の空（2010/4/3発売）

## TV
- うまプロ（2011年6月 - 2011年12月、フジテレビ）
- なまうま（2012年1月 - 、フジテレビ）

## ラジオ
- FM多摩川「椎名友希のSinger song UMA lover」パーソナリティ
- レインボータウンFM「馬の耳にヘッドフォン」パーソナリティ
- FM多摩川「多摩川女子大キャンパスライフ」パーソナリティ（2011年8月7日 - ）